# 1965年の阪急ブレーブス
1965年の阪急ブレーブスでは、1965年の阪急ブレーブスの動向をまとめる。
この年の阪急ブレーブスは、西本幸雄監督の3年目のシーズンである。

## 概要
前年優勝の南海を最後の最後まで追い詰めながらも2位に終わったが、西本監督は「今年こそ優勝する」と意気込み1965年のシーズンを迎えた。しかし、シーズンが始まると南海の独走を許し、7月には28ゲーム差の5位と低迷。チームは8月に首位の南海に大差をつけられながらも2位に浮上したが、その後西鉄・東映に抜かれ、4位でシーズンを終えた。投手陣では前年2位の立役者となった梶本隆夫・米田哲也・足立光宏・石井茂雄がこの年もローテを守ったが、防御率は3.33でリーグ5位に転落した。打撃陣ではこの年からゴードン・ウィンディが1番を打ち、3番にはダリル・スペンサーが入り、5番にはこの年入団のリー・ウォールスが入るなど「外人トリオ」が打線の中心となったがそれ以外の選手は不調に終わった。スペンサーは南海の野村克也と最後まで本塁打王を争ったが終盤以降南海を含めパ・リーグ各球団の投手陣から敬遠攻めにあい、さらに交通事故に見舞われ本塁打王獲得は夢と消えた。チーム本塁打は130本塁打とリーグ2位だったが、併殺打や失策も目立ち116併殺はリーグ2位、139失策はリーグ6位と散々だった。

## チーム成績

### レギュラーシーズン
| 1 | 中 | ウインディ |
| 2 | 右 | 石川進     |
| 3 | 二 | スペンサー |
| 4 | 一 | 石井晶     |
| 5 | 三 | ウォールス |
| 6 | 左 | 早瀬方禧   |
| 7 | 遊 | 河野旭輝   |
| 8 | 捕 | 岡村浩二   |
| 9 | 投 | 足立光宏   |

| 順位 | 4月終了時 | 4月終了時 | 5月終了時 | 5月終了時 | 6月終了時 | 6月終了時 | 7月終了時 | 7月終了時 | 8月終了時 | 8月終了時 | 9月終了時 | 9月終了時 | 最終成績 | 最終成績 |
| ---- | --------- | --------- | --------- | --------- | --------- | --------- | --------- | --------- | --------- | --------- | --------- | --------- | -------- | -------- |
| 1位  | 南海      | --        | 南海      | --        | 南海      | --        | 南海      | --        | 南海      | --        | 南海      | --        | 南海     | --       |
| 2位  | 東京      | 2.5       | 東京      | 10.5      | 東映      | 18.0      | 東映      | 21.5      | 阪急      | 25.0      | 東映      | 22.0      | 東映     | 12.0     |
| 3位  | 西鉄      | 3.0       | 西鉄      | 10.5      | 東京      | 20.5      | 西鉄      | 26.0      | 西鉄      | 25.0      | 西鉄      | 22.5      | 西鉄     | 15.5     |
| 4位  | 東映      | 3.5       | 阪急      | 11.5      | 阪急      | 21.5      | 東京      | 28.0      | 東映      | 26.0      | 阪急      | 24.5      | 阪急     | 21.5     |
| 5位  | 近鉄      | 5.5       | 東映      | 12.0      | 西鉄      | 22.0      | 阪急      | 28.0      | 東京      | 29.5      | 東京      | 30.0      | 東京     | 25.5     |
| 6位  | 阪急      | 6.5       | 近鉄      | 15.5      | 近鉄      | 23.0      | 近鉄      | 31.5      | 近鉄      | 38.5      | 近鉄      | 42.0      | 近鉄     | 42.5     |

| 順位 | 球団             | 勝 | 敗 | 分 | 勝率 | 差   |
| 1位  | 南海ホークス     | 88 | 49 | 3  | .642 | 優勝 |
| 2位  | 東映フライヤーズ | 76 | 61 | 3  | .555 | 12.0 |
| 3位  | 西鉄ライオンズ   | 72 | 64 | 4  | .529 | 15.5 |
| 4位  | 阪急ブレーブス   | 67 | 71 | 2  | .486 | 21.5 |
| 5位  | 東京オリオンズ   | 62 | 74 | 4  | .456 | 25.5 |
| 6位  | 近鉄バファローズ | 46 | 92 | 2  | .333 | 42.5 |

## オールスターゲーム
| コーチ     | 西本幸雄   |          |
| ファン投票 | スペンサー |          |
| 監督推薦   | 梶本隆夫   | 石井茂雄 |

## できごと
- 8月14日・8月15日：南海の野村克也と三冠王を争っていたダリル・スペンサー、東京戦でプロ野球新記録（当時）となる8連続四球責め。
- 10月2日：南海戦、スペンサーは西本幸雄監督の配慮でトップバッターとなるも、南海投手陣四球責め、7回に抗議を兼ねてバットを逆さまに持って打席に入るが、それでも敬遠される。スペンサーはこの後10月5日にバイク事故に遭い全治2ヶ月の重傷、残り11試合の出場が絶望となる。

## 表彰選手
| リーグ・リーダー | リーグ・リーダー | リーグ・リーダー | リーグ・リーダー |
| 選手名           | タイトル         | 成績             | 回数             |
| ---------------- | ---------------- | ---------------- | ---------------- |
| スペンサー       | 最高出塁率       | .423             | 初受賞           |

| ベストナイン | ベストナイン | ベストナイン |
| 選手名       | ポジション   | 回数         |
| ------------ | ------------ | ------------ |
| スペンサー   | 二塁手       | 2年連続2度目 |